# 小島あきら
小島 あきら（こじま あきら、12月14日 - ）は、日本の漫画家、漫画原作者、イラストレーター。茨城県出身・在住。

## 経歴
第2回ガンガンWING金の翼賞にて「エウレカ!」で期待賞を獲得。同作品が『月刊ガンガンWING』1999年5月号に掲載され、漫画家デビューする。
「ボイズンガルズ」やゲームのアンソロジーなどの仕事の後、『月刊ガンガンWING』2000年11月号より「まほらば」を6年間連載し、12巻で完結する。
「2年間くらい寝てばかりの生活」を経て、2008年10月より『ガンガンONLINE』にてウェブコミック「わ!」で連載復帰。
2009年、『月刊ガンガンJOKER』にて「まなびや」で再び月刊誌連載をスタートさせるが、医者にこのままでは後5年しか生きられないと警告されたため、半年で休載。治療を受けつつ、作画負担の少ない「わ!」を『月刊ガンガンJOKER』に移籍させて2011年4月号まで連載した。
2018年1月、『月刊ガンガンJOKER』にて原作担当として「よなかのれいじにハーレムを!!」の連載を開始。2018年9月、同作の第1巻発売と同時に「お知らせ用」としてTwitterを開始し、最終巻の発売までイラスト投稿などを行った。

## 人物
- 血液型はO型。
- ラブコメのほか4コマも作る。
- 体調に不安を抱えている。「まほらば」連載中の作者コメント等で、自然治癒はしない、このままだと長生きできない等、たびたび体調のことに触れている。「まほらば」終了後、『月刊ガンガンWING』2007年8月号の後書きコメントにて、入院していたことを告白した。
- ゲーム好きだが、遅筆が祟って遊ぶ時間がないため、説明書や攻略本を眺めて内容を思い浮かべるのが趣味。アシスタントも同じようにゲーム好きが集まっている。アシスタントのうち1人は漫画家のいせだいちけん（椀田一）で、主にモブキャラクターや背景を担当する。
- モノリスをモチーフとしたキャラクターを自画像として使っており、アニメ版「まほらば」のオープニングでも登場している。針金と消しゴムで自作したものが作者画像に使われたこともある。
- デビュー前後はINMOSTCOREというサークル名で同人活動をしていたが、現在は本人のHPとともに活動停止している。

## 作品

### 連載
- まほらば（『月刊ガンガンWING』連載、全12巻）
- わ!（『ガンガンONLINE』不定期連載後、『月刊ガンガンJOKER』に移籍連載、全3巻）
- まなびや（『月刊ガンガンJOKER』連載後、休載）

### 読切
- エウレカ!（デビュー作、『月刊ガンガンWING』1999年5月号掲載） - 「小島章一郎」名義
- ボイズンガルズ（『月刊ガンガンWING』2000年1月号掲載 / まほらば碧掲載）
- 聖剣少女（『ガンガンWING minimini-edition』掲載 / 『ガンガンYG』1号掲載） - 『ガンガンYG』掲載時は副題にMANIACS付き
- ぱらのいあ（『まほらば朱』掲載） - 没作品のため下書き状態
- まほろば（『まほらば朱』掲載）
- ハル（『まほらば蒼』掲載）
- PR -prime resource-（『ガンガンカスタム』掲載）
- 魔法元少女メルヘンクルル（『ちっちゃいガンガンWING』掲載）
- みちくさ（「アンソロジーコミック極　帰宅部」掲載、ガンガンコミックスアンソロジー、2011年6月、ISBN 978-4-7575-3262-5）
- 熊野風子のおなかがひえる（『月刊ガンガンJOKER』掲載）
- 熊野風子のおなかがまたひえる（『月刊ガンガンJOKER』2016年6月号掲載）

### 漫画原作
- 彼女は四月の魔法少女（作画：拓、『月刊ガンガンJOKER』2015年5月号・6月号読切）
- みえぬなにかのみるなにか（作画：須賀めぐる、『月刊ガンガンJOKER』2016年5月号読切）
- よなかのれいじにハーレムを!!（作画：香澤陽平、『月刊ガンガンJOKER』2018年2月号 - 2021年1月号）

### イラスト
- 魔法少女アーヤ☆アミー（はむばね著、ガンガンノベルズ）